# The Beta Band
The Beta Band ist eine schottische Rockband, die ihren Stil selbst als Folktronica bezeichnet und von 1996 bis 2004 existierte. Seit 2025 ist die Band wieder aktiv. Charakteristisch für The Beta Band ist eine Mischung aus Folk, Rock, Trip-Hop, Electronica und hemmungslos experimentellem Jammen.

## Geschichte
Die Beta Band wurde 1996 in der Nähe von Edinburgh von den Musikern Steve Mason (Gesang, Gitarre) und Gordon Anderson gegründet. Die zwei planten ursprünglich, ihre Band The Pigeons zu nennen, änderten ihre Meinung jedoch später. Als sie gemeinsam Songs für ihre Debüt-EP Champion Versions verfassten, stießen mit Robin Jones (Schlagzeug) und John Maclean (DJ, Sampler, Keyboard-Pianist) noch zwei weitere Mitglieder hinzu. Kurz nachdem sie bei Regal Records/Parlophone unterschrieben hatte, erkrankte Anderson und entschied sich, die Band zu verlassen. Später veröffentlichte er eigene Aufnahmen unter dem Namen Lone Pigeon. Die übrigen Bandmitglieder holten daraufhin Richard Greentree (Bass) hinzu und festigten somit ihre Bandaufstellung. Im Juli 1997 veröffentlichten sie die von Nick McCabe produzierte EP Champion Versions, die von Kritikern vor allem aufgrund des innovativen "Cut'n'Paste"-Sample-Konzepts umjubelt wurde. Zwei ähnliche EPs folgten bald darauf: The Patty Patty Sound im März des folgenden Jahres und Los Amigos del Beta Bandidos im Juli. Alle drei erschienen im September 1998 unter dem passend gewählten Titel The Three EP's in einer Kollektion.
Sie nahmen die Arbeit an ihrer ambitionierten ersten Langzeit-Aufnahme auf, für die sie Inspirationen von so unterschiedlichen Quellen, wie dem Jamaica Reggae, der Disney-Produktion Das Schwarze Loch und Bonnie Tylers "Total Eclipse of the Heart" bezogen. Veröffentlicht wurde das Album mit dem einfachen Titel The Beta Band im Juli 1999. Dessen erster Song, "The Beta Band Rap", schaffte es, die Geschichte der Band durch im Wechsel eingespielten "Bubblegum Pop"-, Rap- und Rockabilly-Hintergrundtracks zu erzählen. Dadurch repräsentierte er den Rest des Albums, das als stilistisch vielfältiger als die ersten EPs wahrgenommen wurde. Das durchwachsene Meinungsbild der Presse wandelte sich durchgehend zum Negativen, nachdem die Band ihre eigene Unzufriedenheit mit dem Album verkündete. Die Band behauptete, die unzumutbare Deadline und das knapp bemessene Budget habe sie an der Verfeinerung ihrer Improvisationen zu in sich stimmigen Songs gehindert.
Die Band widmete sich dem Studio mit dem Vorhaben, etwas zu beweisen. Das Resultat dieser Session war die 2000 erschienene Single "To You Alone"/"Sequinsizer". Sie wurde mit Wohlgefallen in Empfang genommen, als eine Rückkehr zum vorherrschenden Stil auf The Three EP's.
Zu dieser Zeit fand die Beta Band im Film High Fidelity Erwähnung, welcher auf dem gleichnamigen Buch Nick Hornbys basiert. In diesem Film nennt der Hauptcharakter, ein Plattenladenverkäufer (verkörpert durch John Cusack), die Band namentlich, während etwa eine Minute des Songs "Dry the Rain" im Hintergrund zu hören ist. Dies eröffnete der Band eine breite Basis neuer Fans, besonders in den USA. Bald war "Dry the Rain" der populärste Song der Band, was Mason später zum Anlass nahm, ihn aus dem Song-Repertoire der Liveauftritte zu entfernen.
Es folgte eine Schaffenspause, in der Mason einige Platten unter dem Namen „King Biscuit Time“ veröffentlichte. Allmählich wandte sich die Band wieder dem Studio zu; diesmal wurde der englische Produzent C-Swing beauftragt, den Prozess zu beaufsichtigen. Das Album Hot Shots II, erschienen im Frühling 2001, vermochte sowohl der Kritik als auch den Fans zu gefallen. Viel vom experimentellen Stil des ersten Albums wurde zugunsten einer eher "popgemäßen Struktur" geopfert. Termingerecht erschienen drei weitere Singles, jede von ihnen mit verschiedenen B-Seiten und alternativen Versionen: "Broke"/"Won", "Human Being" und "Squares". Die Band veranstaltete des Weiteren eine lange Tour zur Unterstützung ihres Albums.
Eine neue Single, „Assessment“, erschien am 12. April 2004, gefolgt von dem Album Heroes to Zeros sowie der zweiten Single „Out-Side“ im Juli.
Am 2. August 2004 gab die Band auf ihrer offiziellen Homepage überraschend ihre Trennung bekannt. Ihre Abschiedstour begann im November 2004. Ihr letztes Konzert gaben sie am 5. Dezember 2004 in Edinburgh.
Am 3. Oktober 2005 veröffentlichte die Band eine Doppel-DVD mit dem Titel The Best of The Beta Band. Darauf enthalten sind die meisten Videos der Band, eine Auswahl an Kurzfilmen, Fernsehberichterstattungen, Dokumentationen, sowie vier Livesongs, aufgenommen während ihrer Abschieds-Tour bei einem Auftritt am 29. November 2004 in London Zusätzlich zur DVD erschien am gleichen Tag ein Best-of-Album (The Best of The Beta Band), auf dem das komplette Konzert aus London zu hören ist.
Seit der Trennung arbeitet Steve Mason weiter an seinem Soloprojekt King Biscuit Time. Robin Jones und John Maclean gründeten The Aliens, zusammen mit Gordon Anderson (Lone Pigeon). Richard Greentree spielt außerdem mit Robin Jones bei The General and Duchess Collins.
2017 erwarb das französische Indie-Label Because Music die Rechte am Katalog der Band, der sich zuvor im Besitz der Warner-Tochterfirma Regal befand. Die früheren Bandmitglieder begrüßten den Verkauf.
Im März 2025 kündigte The Beta Band eine Reunion-Tour mit Konzerten im Vereinigten Königreich und Nordamerika an.

## Diskografie

### Studioalben
| Jahr | Titel           | Höchstplatzierung, Gesamtwochen, AuszeichnungChartsChartplatzierungen (Jahr, Titel, Platzierungen, Wochen, Auszeichnungen, Anmerkungen) | Anmerkungen |
| Jahr | Titel           | UK | Anmerkungen |
| ---- | --------------- | --- | ----------- |
| 1999 | The Beta Band   | UK18 (2 Wo.)UK |             |
| 2001 | Hot Shots II    | UK13 (4 Wo.)UK |             |
| 2004 | Heroes to Zeros | UK18 (4 Wo.)UK |             |

### Kompilationen
| Jahr | Titel          | Höchstplatzierung, Gesamtwochen, AuszeichnungChartsChartplatzierungen (Jahr, Titel, Platzierungen, Wochen, Auszeichnungen, Anmerkungen) | Anmerkungen                                                                               |
| Jahr | Titel          | UK | Anmerkungen                                                                               |
| ---- | -------------- | --- | ----------------------------------------------------------------------------------------- |
| 1998 | The Three EP’s | UK35 Gold · (2 Wo.)UK | Enthält die EPs Champion Versions, The Patty Patty Sound und Los Amigos del Beta Bandidos |

Weitere Kompilationen
- 2005: The Best of The Beta Band
- 2013: The Regal Years (1997–2004)

### EPs
- 1997: Champion Versions
- 1998: The Patty Patty Sound
- 1998: Los Amigos del Beta Bandidos

### Singles
| Jahr | Titel                      | Höchstplatzierung, Gesamtwochen, AuszeichnungChartsChartplatzierungen (Jahr, Titel, Platzierungen, Wochen, Auszeichnungen, Anmerkungen) | Anmerkungen |
| Jahr | Titel                      | UK | Anmerkungen |
| ---- | -------------------------- | --- | ----------- |
| 2001 | Broke / Won Hot Shots II   | UK30 (2 Wo.)UK |             |
| 2001 | Human Being Hot Shots II   | UK57 (1 Wo.)UK |             |
| 2002 | Squares Hot Shots II       | UK42 (2 Wo.)UK |             |
| 2004 | Assessment Heroes to Zeros | UK31 (2 Wo.)UK |             |
| 2004 | Out-Side Heroes to Zeros   | UK54 (2 Wo.)UK |             |

Weitere Singles
- 2000: To You Alone/Sequinsizer

### Videoalben
- 2005: The Best of The Beta Band

## Belege
1. ↑  Because Acquire The Beta Band back catalogue auf recordoftheday.com (abgerufen am 5. März 2025)
2. ↑   Jazz Monroe (03.03.25): The Beta Band Reunite for Tour of North America and the United Kingdom auf pitchfork.com (abgerufen am 5. März 2025)
3. 1 2 3  Chartquellen: UK
4. ↑  Auszeichnungen für Musikverkäufe: UK